# Príncipe de Asturias Peak
Der Príncipe de Asturias Peak (englisch; bulgarisch връх Принсипе де Астуриас wrach Prinsipe de Asturias) ist ein 4680 m hoher Berg im Vinson-Massiv der Sentinel Range im Ellsworthgebirge des westantarktischen Ellsworthlands. Er ragt 3,32 km südwestlich des Gipfels des Mount Vinson, 1,33 km westlich des Silverstein Peak, 5,1 km nordöstlich des Brichebor Peak, 7,68 km südöstlich des Knutzen Peak und 3,64 km südlich des Branscomb Peak auf. Der Branscomb-Gletscher liegt westnordwestlich, der Roché-Gletscher nördlich und der Tułaczyk-Gletscher südwestlich von ihm.
US-amerikanische Wissenschaftler kartierten ihn 1988. Die bulgarische Kommission für Antarktische Geographische Namen benannte ihn 2010 nach dem Titel Fürst von Asturien in Zusammenhang mit der Erstbesteigung des Bergs am 23. Januar 1995 durch die Spanier Manuel Álvarez und Alfonso Juez.